# خليل الحوسني
خليل الحوسني (مواليد 24 يونيو 1996) لاعب كرة قدم إماراتي يجيد اللعب في الدفاع.
لعب سابقاً مع نادي بني ياس ونادي الفلاح ونادي الحمرية.